# All the Little Lights
All the Little Lights è il quinto album in studio del cantautore britannico Passenger, pubblicato il 24 febbraio 2012 dalla Black Crow Records.

## Descrizione
Contiene 12 tracce di cui 11 registrate in studio allo Sydney's Linear Recording più un live del brano "I Hate" dal concerto "The Borderline" tenutosi a Londra. Ne esiste anche una versione Deluxe che comprende un secondo disco contenente 8 tracce tutte acustiche. 

## Tracce
Testi e musiche di Mike Rosenberg.
1. Things That Stop You Dreaming – 3:35
2. Let Her Go – 4:12
3. Staring At the Stars – 3:24
4. All the Little Lights – 3:55
5. The Wrong Direction – 3:41
6. Circles – 3:12
7. Keep On Walking – 4:07
8. Patient Love – 3:10
9. Life's for the Living – 4:33
10. Holes – 3:33
11. Feather on the Clyde – 5:02
12. I Hate (Live) – 3:33

CD2 della Limited Edition
Testi e musiche di Mike Rosenberg.
1. Let Her Go (Acoustic) – 4:28
2. Staring at the Stars (Acoustic) – 2:45
3. All the Little Lights (Acoustic) – 3:21
4. Circles (Acoustic) – 3:09
5. Keep on Walking (Acoustic) – 3:56
6. Patient Love (Acoustic) – 3:21
7. Life's for the Living (Acoustic) – 4:30
8. Feather on the Clyde (Acoustic) – 3:45

## Successo commerciale
Ha avuto un buon successo mondiale vendendo oltre 1.3 milioni di copie nel 2013.

## Classifiche
| Classifica (2012-13) | Posizione massima |
| -------------------- | ----------------- |
| Australia            | 2                 |
| Austria              | 6                 |
| Belgio (Fiandre)     | 7                 |
| Belgio (Vallonia)    | 45                |
| Canada               | 14                |
| Danimarca            | 9                 |
| Francia              | 25                |
| Germania             | 6                 |
| Irlanda              | 2                 |
| Italia               | 30                |
| Norvegia             | 7                 |
| Nuova Zelanda        | 9                 |
| Paesi Bassi          | 3                 |
| Polonia              | 49                |
| Portogallo           | 23                |
| Regno Unito          | 3                 |
| Spagna               | 13                |
| Stati Uniti          | 26                |
| Svezia               | 24                |
| Svizzera             | 5                 |